# Oedeme
Oedeme ist ein Stadtteil der niedersächsischen Hansestadt Lüneburg. Er liegt drei Kilometer südwestlich der Altstadt. Die Eingemeindung nach Lüneburg erfolgte am 1. März 1974.
Oedeme wird im Norden und Osten durch den Hasenburger Mühlenbach, einen linken Nebenfluss der Ilmenau, begrenzt.

## Geschichte
Das ursprüngliche Bauerndorf  Oedeme bestand vor 800 Jahren aus lediglich vier Haushalten, bevor sich das Rittergeschlecht Odeme, auch Odem genannt, dort niederließ. Nach dem Niedergang des Rittertums zu Beginn des 14. Jahrhunderts übernahm das Kloster St. Michaelis nach mehreren Vorverkäufern das komplette Dorf und setzte es unter die Leibeigenschaft. 1581 wurden auf mehreren der Abgabelisten des Klosters acht Haushalte, vier Bauernhöfe und vier Kötnerstellen aufgeführt. Während des Dreißigjährigen Krieges kamen zwei weitere Kötnerstellen dazu. Die Bevölkerungszahl Oedemes stagnierte über die Jahrhunderte und blieb lange auf einem Stand von rund 130 Bewohnern. Erst in den Jahren 1821 bis 1939 wuchs die Dorfbevölkerung von 147 auf 458 Personen.
Zu Beginn des 20. Jahrhunderts verlor die Landwirtschaft immer mehr an Bedeutung und auch nicht in der Landwirtschaft Tätige siedelten sich vermehrt im Ort an. Stattdessen nahm die Bedeutung der Bauwirtschaft für die erwerbstätige Bevölkerung zu.
Nach der Einnahme von Lüneburg durch britische Truppen am 18. April 1945 richtete der Oberbefehlshaber der 21st Army Group Bernard Montgomery sein Hauptquartier zunächst auf einem Bauernhof in Oedeme ein.
1949 hatte der Ort 970, im Jahr 2014 4500 Einwohner.
Nördlich des Dorfkerns von Oedeme befindet sich das Gut Schnellenberg, das im Besitz der Familie von Meding ist.
Oedemes Eingemeindung 1974 in die Stadt Lüneburg beruhte, wie die Eingemeindung der anderen Gemeinden wie z. B. Ochtmissen, Häcklingen und Rettmer, auf der Annahme, dass „… der Flächenbedarf der Stadt [Lüneburg] für Wohn- und Industriegebiete … nicht innerhalb der gegenwärtigen Grenzen gedeckt werden [kann …])“.
Oedeme wurde durch mehrere Neubaugebiete in verschiedenen Zeitabschnitten dichter besiedelt. Das letzte Neubaugebiet Oedeme-Süd wurde im Mai 2007 in Rosenkamp umbenannt und in zwei Teilabschnitten erschlossen und bebaut. Es umfasst knapp 40 Hektar, wovon etwa 15 Hektar Grünfläche sind.

### Einwohnerentwicklung
Die Einwohnerentwicklung des Stadtteils Oedeme über die Jahre 1993 bis 2017 stellt sich folgendermaßen dar:
| Jahr | Einwohnerzahl |
| ---- | ------------- |
| 1992 | 2234          |
| 1993 | 2234          |
| 1994 | 2279          |
| 1995 | 2261          |
| 1996 | 2358          |
| 1997 | 2500          |
| 1998 | 2587          |
| 1999 | 2636          |

| Jahr | Einwohnerzahl |
| ---- | ------------- |
| 2000 | 2580          |
| 2001 | 2644          |
| 2002 | 2869          |
| 2003 | 3194          |
| 2004 | 3461          |
| 2005 | 3694          |
| 2006 | 3906          |
| 2007 | 4005          |
| 2008 | 4309          |
| 2009 | 4360          |

| Jahr | Einwohnerzahl |
| ---- | ------------- |
| 2010 | 4448          |
| 2011 | 4576          |
| 2012 | 4719          |
| 2013 | 4834          |
| 2014 | 4930          |
| 2015 | 4992          |
| 2016 | 5067          |
| 2017 | 5094          |

## Politik
Oedeme ist neben Ochtmissen einer der beiden Stadtteile Lüneburgs, in denen es einen Ortsrat und das Amt des Ortsbürgermeisters und nicht lediglich einen Ortsvorsteher gibt.

### Ortsrat
Der Ortsrat, der Oedeme vertritt, setzt sich aus sieben Mitgliedern zusammen. Die Ratsmitglieder werden durch eine Kommunalwahl für jeweils fünf Jahre gewählt.
Bei der Kommunalwahl 2021 ergab sich folgende Sitzverteilung:
| Ortsrat 2021Insgesamt 7 Sitze - SPD: 1 - Grüne: 3 - CDU: 3 |

### Ortsbürgermeister
Der 15 Jahre als Ortsbürgermeister amtierende Siegfried Körner wurde im Jahre 2011 verabschiedet. Seine Nachfolge trat Christel John an.
Der Vorgänger von Siegfried Körner war der am 30. Juli 1996 verstorbene Wilhelm Westermann, der jahrzehntelang die Gemeindepolitik als Ortsbürgermeister prägte.

## Kultur und Sehenswürdigkeiten

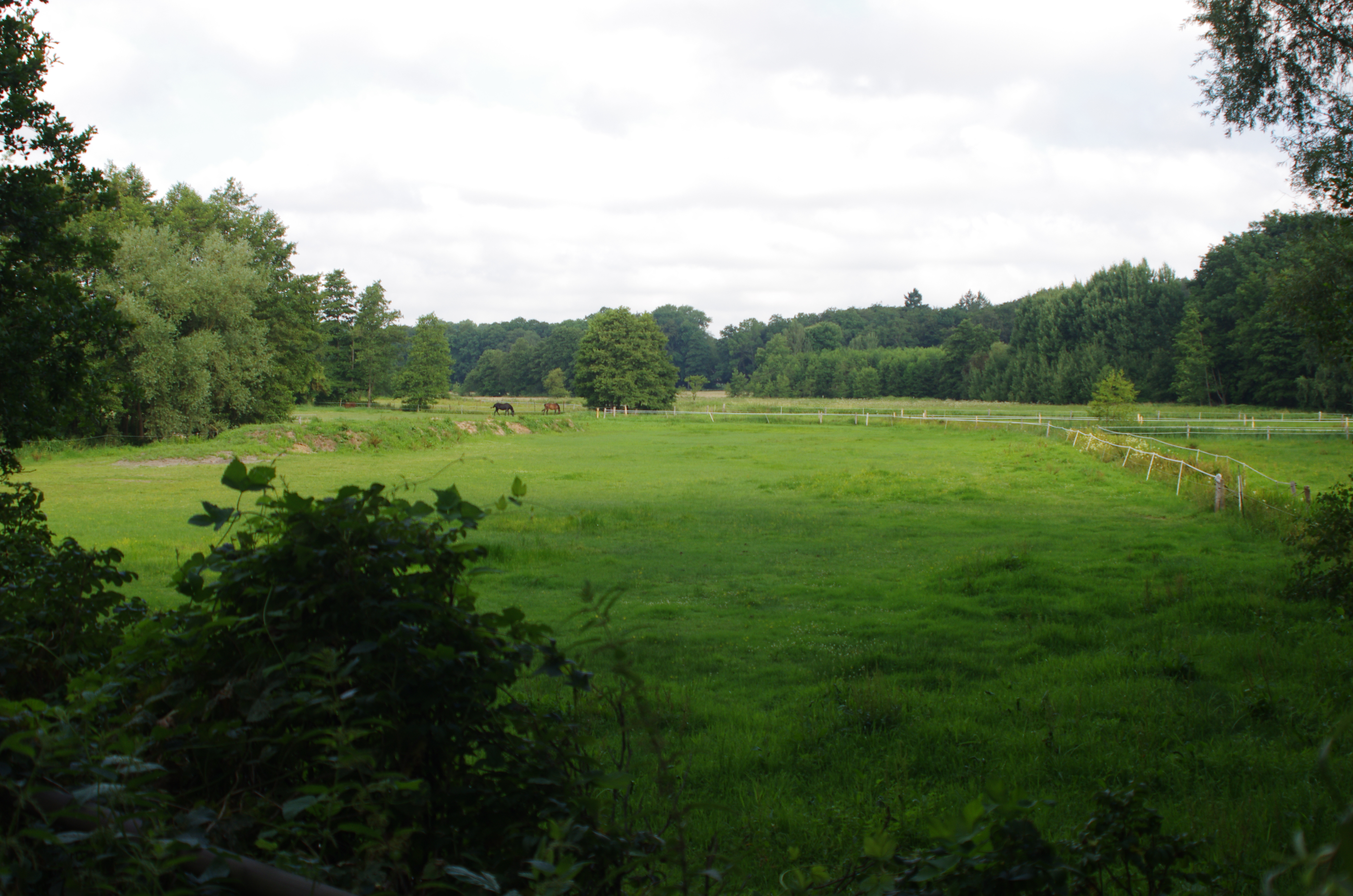
Hasenburger Bachtal

- Der Hasenburger Mühlenbach fließt in südöstlicher Richtung durch Oedeme und mündet zwischen Düvelsbrook und Neu Häcklingen in die Ilmenau. Das an Oedeme grenzende ca. 530 Hektar große Hasenburger Bachtal ist ein Naturschutzgebiet und streckenweise übereinstimmend mit dem Kulturdenkmal Lüneburger Landwehr.[9] In westlicher, stadtauswärts gelegener Richtung ist Oedeme von Weiden, Ackerland und Wald umgeben.
- In Oedeme liegt der ca. 1,5 Hektar große und etwa 1000 Grabstätten umfassende Friedhof an der Schaperdrift. Die erste Bestattung fand hier im Januar 1971 statt. 1974 wurde der Friedhof im Zuge der Eingemeindung von der Hansestadt Lüneburg übernommen.

### Buckelgräberfeld
- Bei Oedeme wurde in den Jahren 1983 bis 1985 auf einer Fläche von 8400 m² ein Bestattungsplatz, der aufgrund der geborgenen Fundstücke auf das 4. und 5. Jahrhundert n. Chr. datiert wurde, vom zuständigen Bezirksarchäologen Jan Joost Assendorp untersucht. Der Bestattungsplatz, der zur Gruppe der sogenannten Buckelgräberfelder gehört, war durch fortschreitende Sandgewinnung bedroht.[10][11]

### Bunkerkrankenhaus
- Die Hanseschule Oedeme hat eine unterirdische, 4000 Quadratmeter große Bunkeranlage, die von 1970 bis 1974 im Kalten Krieg als Hilfskrankenhaus Oedeme mit Bettentrakt, Röntgen- und Operationsräumen für 396 Personen eingerichtet wurde. Im Notfall hätte das Hilfskrankenhaus in wenigen Stunden einsatzbereit gemacht werden können. Der Bunker bietet für knapp 500 Personen Schutz.[12][13]

## Wirtschaft und Infrastruktur
In Oedeme existieren verschiedene Gewerbebetriebe, darunter Handwerksbetriebe (Stahlbau, Zimmerei und Trockenbau, Sanitär- und Heizungstechnik) und Einzelhandelsbetriebe, Reisebüros, Werbeagenturen und Planungsbüros.

### Bildung
In Oedeme befindet sich neben einer städtischen und einer privaten Kindertagesstätte ein Schulkomplex mit der Förderschule Schule am Knieberg, der Hanseschule Oedeme, dem Gymnasium Oedeme und einer Außenstelle der Berufsbildenden Schule III mit der Fachrichtung Sozialpädagogik. Obwohl die Schulen im Stadtgebiet Lüneburgs liegen, ist der Landkreis Lüneburg der Schulträger.

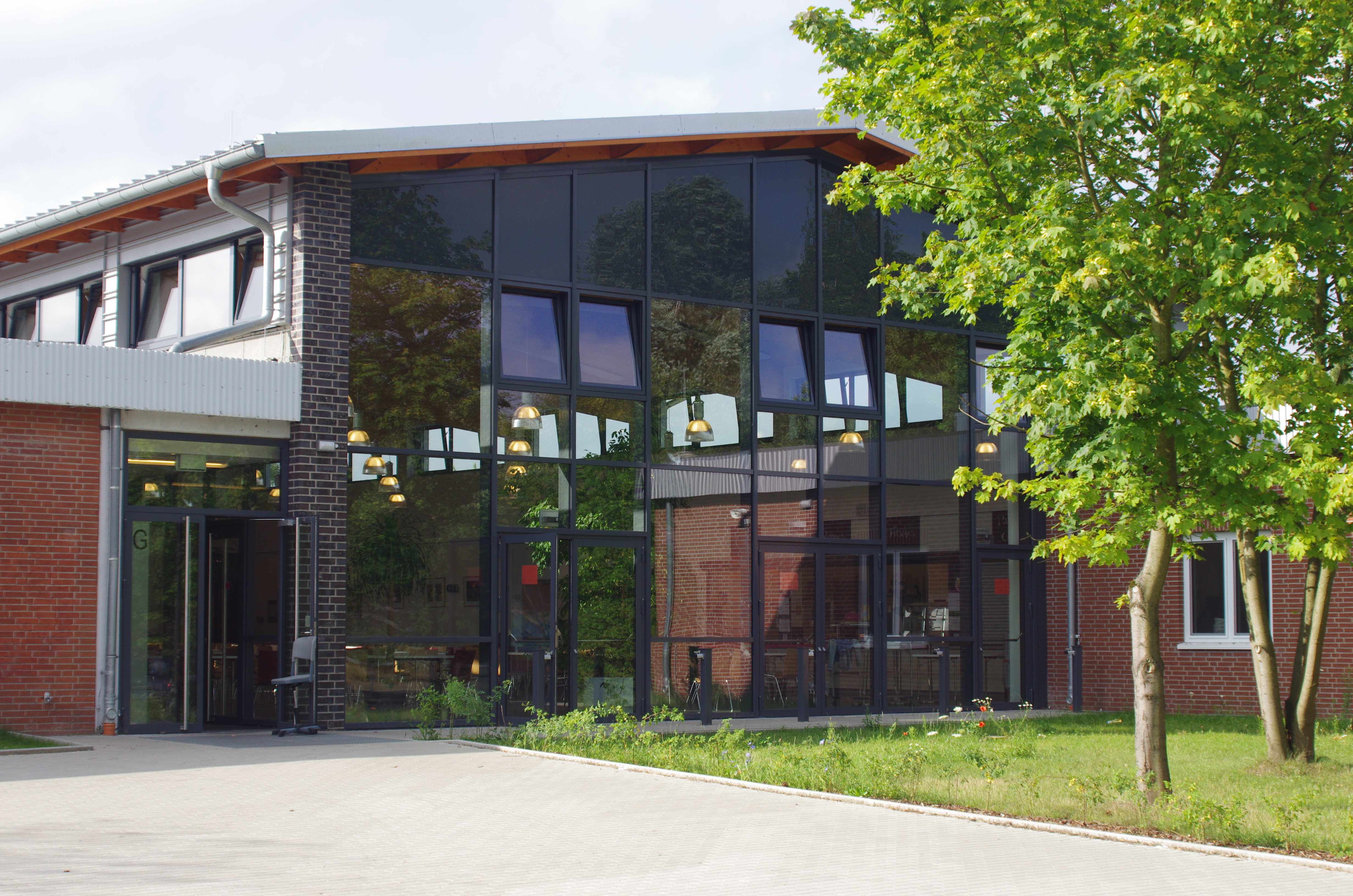
Mensa des Schulzentrums in der Hanseschule

Die Hanseschule Oedeme entstand 2013 aus der Zusammenlegung der Hauptschule Oedeme mit der Realschule Oedeme zu einer Oberschule. 2013 wurde das Mensagebäude eröffnet, 2014 erhielt sie den Namen Hanseschule.
Die Grundschule Hasenburger Berg ist mit 355 Schülerinnen und Schülern in 16 Klassen die größte Grundschule in der Hansestadt Lüneburg. Eine Besonderheit ist, dass es in jedem Jahrgang eine Klasse mit Kindern mit Förderbedarf gibt. 30 Lehrkräfte, mehrere Erzieher und Sozialpädagogen arbeiten an der Schule, besonders in den Förderklassen. Der große, grüne Schulhof liegt direkt neben dem Kurpark.
Das Gymnasium Oedeme wurde 1971 gegründet und liegt im Südwesten der Hansestadt Lüneburg. Es befindet sich in der Trägerschaft des Landkreises Lüneburg. Zwischen 70 und 180 Schüler absolvieren hier jährlich ihre Reifeprüfung.
Die Schule an der Schaperdrift ist eine Ganztagsschule für die ersten bis zehnten Klassen. 130 Schülerinnen und Schüler werden von 50 Lehrkräften, pädagogischen Mitarbeitern und Nachmittagsanbietern betreut. Die Schwerpunkte liegen auf den Bereichen „Lernen“ und „körperlich-motorische Entwicklung“ sowie Sprache und emotional-soziale Entwicklung. Die Grundschule ist behindertengerecht eingerichtet. Sie besteht aus einer Ganztags- und einer Förderschule.
Die Schule am Knieberg wurde 1977 für geistig Behinderte gegründet und ging aus einer Einrichtung der Lebenshilfe hervor. Seit 1990 befindet sie sich in der alleinigen Trägerschaft des Landkreises Lüneburg. Sie ist ein Teil des Schulzentrums Oedeme und hat einen großen Schulhof. Ca. 144 Schüler werden in 20 Klassen unterrichtet. Die Schule wird als Ganztagsschule geführt und beschäftigt 44 Förderschullehrer, 31 Erzieherinnen, drei  Krankengymnastinnen, fünf Lehramtsanwärter und drei Bundesfreiwillige.

### Verkehr
Oedeme wird von  zwei Hauptstraßen durchquert, die die historischen Ortskerne des alten Dorfes und das Gut Schnellenberg mit der Innenstadt verbinden: In nordöstlicher Richtung ist dies der Oedemer Weg / Im Dorf, von Nordwesten ist die Straße Auf der Höhe / Schnellenberger Weg. Beide Straßen sind in den Kernzonen verkehrsberuhigt.
Am Schulzentrum befindet sich ein Busbahnhof mit sechs Bushaltestellen der Linien 5920, 5201, 5202 und 5003. Die Buslinien führen in die Stadt und zum ZOB am Hauptbahnhof, nach Embsen, Reppenstedt, Kirchgellersen, Südergellersen, Dachtmissen und nach Salzhausen.

## Persönlichkeiten
- Anna Bauseneick (* 1991), Politikerin (CDU), lebt in Oedeme
- Marco Börries (* 1968), Software-Entwickler, ehem. Schüler des Gymnasiums Oedeme
- Jens Flechtner ( - 2012), alias: TRICA186, stadtbekannter Graffiti-Sprayer des Style-Writing. Sein erstes Graffiti sprühte er im Januar 1986, daher die Zahl 186 in seinem Pseudonym.[16]